# Nāveshk
Nāveshk (persiska: ناوشک) är en ort i Iran.   Den ligger i provinsen Khorasan, i den nordöstra delen av landet, 600 km öster om huvudstaden Teheran. Nāveshk ligger 1 385 meter över havet och antalet invånare är 281.
Terrängen runt Nāveshk är kuperad åt sydväst, men åt nordost är den platt. Runt Nāveshk är det ganska tätbefolkat, med 56 invånare per kvadratkilometer. Närmaste större samhälle är Chezg, 12,0 km nordväst om Nāveshk. Trakten runt Nāveshk består i huvudsak av gräsmarker.